# Förby
Förby – wieś w Estonii, na wyspie Vormsi. 
Przed II wojną światową 95% mieszkańców stanowili Szwedzi.